# Датэ, Кимико
Кимико Датэ (яп. 伊達 公子 Датэ Кимико, род. 28 сентября 1970, Киото, Япония) — японская профессиональная теннисистка; бывшая четвёртая ракетка мира в одиночном разряде; трёхкратная полуфиналистка турниров Большого шлема в одиночном разряде; победительница 14 турниров WTA (восемь — в одиночном разряде); полуфиналистка парного турнира Orange Bowl (1987).

## Общая информация
Одна из трёх детей Юити (умер в 2007 году) и Масако Датэ. Есть брат Рюсукэ и сестра Дзюнко.
Уроженка Киото пришла в теннис в шесть лет по протекции родителей. Левша, но, в силу особенностей национальной школы этого вида спорта, играет правой рукой.
1 декабря 2001 года в токийском соборе Пресвятой Девы Марии вышла замуж за немецкого автогонщика Михаэля Крумма, известного по выступлениям в гонках GT. В сентябре 2016 года развелась.

## Спортивная карьера
Первые годы
После нескольких турниров в юниорском туре, в октябре 1988 года Кимико дебютировала во взрослом утре, сыграв несколько мелких соревнований ITF в Японии. Быстро привыкнув к соперникам подобного уровня она уже на своём третьем соревновании смогла завоевать титул. Данные успехи привлекли внимание национальной теннисной федерации и уже в следующем году Датэ получает специальные приглашения в отборочные соревнования японских турниров WTA. И здесь Кимико не долго адаптировалась к уровню соревнований — уже на втором токийском турнире японка начинает не просто временами играть на равных со своими соперницами, но и побеждать их — пройдя квалификацию Датэ доходит до четвертьфинала основных соревнований, обыграв по дороге 54-ю ракетку мира Энн Хенрикссон из США.
Несколько следующих недель японка играет на соревнованиях ITF, где добирает очков для попадания в квалификацию первого в карьере турнира Большого шлема, коим становится Roland Garros. Дебют на парижских кортах проходит весьма успешно — Датэ доходит до финала отбора, где уступает сопернице из Австралии. Однако из-за позднего снятия одной из теннисисток в основной сетке Кимико получает второй шанс и пользуется им, одержав победу в дебютном матче в основной сетке турнира Большого шлема. Следом японке удаётся вполне результативно отыграть травяной сезон: сначала Датэ пробивается из квалификации в четвертьфинал основы в Бирмингеме, а затем, уже исключительно своими силами, пробивается в основу Уимблдона. На обоих соревнованиях турнирный путь японки заканчивается матчами с тогдашней пятой ракеткой мира Зиной Гаррисон.
В конце сентября Датэ впервые играет турнир Большого шлема без отбора — на US Open.
1990-93
Сезон-1990 начинается с серии соревнований в Австралии: Кимико сначала пробивается в четвертьфинал турнира в Брисбене, что позволяет ей войти в Top100 одиночного рейтинга. На волне этого успеха Датэ пробивается четвёртый круг на Australian Open. Чуть позже японка защищает прошлогодний четвертьфинал в Токио. Не слишком много играя в конце 1990 — начале 1991 года Кимико постепенно опускается в рейтинге и всё чаще играет квалификации. Восстановить лучшую форму удаётся ближе к середине лета, когда Датэ из отборочного турнира пробивается в финал в Манхэттен-Бич, выбив по дороге тогдашнюю третью ракетку мира Габриэлу Сабатини. этот успех позволяет японке резко подняться вверх по рейтинговым ступеням и накануне US Open стать 33-й ракеткой мира.
В сезоне-1992 Кимико играет всё стабильнее, раз за разом доходя до решающих стадий соревнований WTA, а в апреле приходит первая победа — Японка побеждает на одном из токийских турниров, переиграв в финале бельгийку Сабину Аппельманс. Пробившись в начале июня в четвёртый круг Roland Garros Датэ впервые в карьере попадает в Top20 одиночного рейтинга. В июле Кимико представляет Японию на Олимпиаде в Барселоне. В 1992 году японка впервые пробивается в четвертьфинал на парном турнире Большого шлема (в Австралии), а также дебютирует в финальном матче турнира WTA (на токийском Открытом чемпионате Японии).
На следующий год Датэ ещё чуть улучшает свои результаты: к финалу на соревновании в Осаке и титулу в Токио добавлен полуфинал на турнире 1-й категории в Майами, где Кимико записывает на свой счёт победу над американкой Мэри-Джо Фернандес. На финише сезона Датэ улучшает свой собственный рекорд на турнирах Большого шлема, пробиваясь в четвертьфинал на US Open, обыграв Яну Новотну. Позже Кимико в третий раз за сезон играет в финале турнира WTA в Японии, где уступает Аманде Кётцер. По итогам сезона японка числится на 13-й строчке одиночного рейтинга.
1994-95
Новый сезон начинается для Датэ сверхудачно — лишь в одиннадцатом матче сезона соперницам удаётся обыграть японку. За это время завоёван титул в Сиднее и добыт полуфинал на Australian Open. Из конкретных побед стоить выделить два выигрыша японки у тогдашней четвёртой ракетки мира Кончиты Мартинес. До грунтового сезона Кимико играет ещё несколько турниров, добившись четвертьфинала в Майами, а также в третий раз подряд победив на токийском открытом чемпионате Японии. Середина сезона была проведена без особых успехов, но к августу Датэ стала всё ближе подходить к своей лучшей спортивной форме: сначала добыт полуфинал на турнире в Монреале, а затем японка доходит до четвертьфинала на US Open. Набранных за сезон очков хватает для того, чтобы отобраться на итоговый турнир в Нью-Йорк. Там Датэ удаётся дойти до полуфинала и в третий раз за сезон обыграть Кончиту Мартинес.

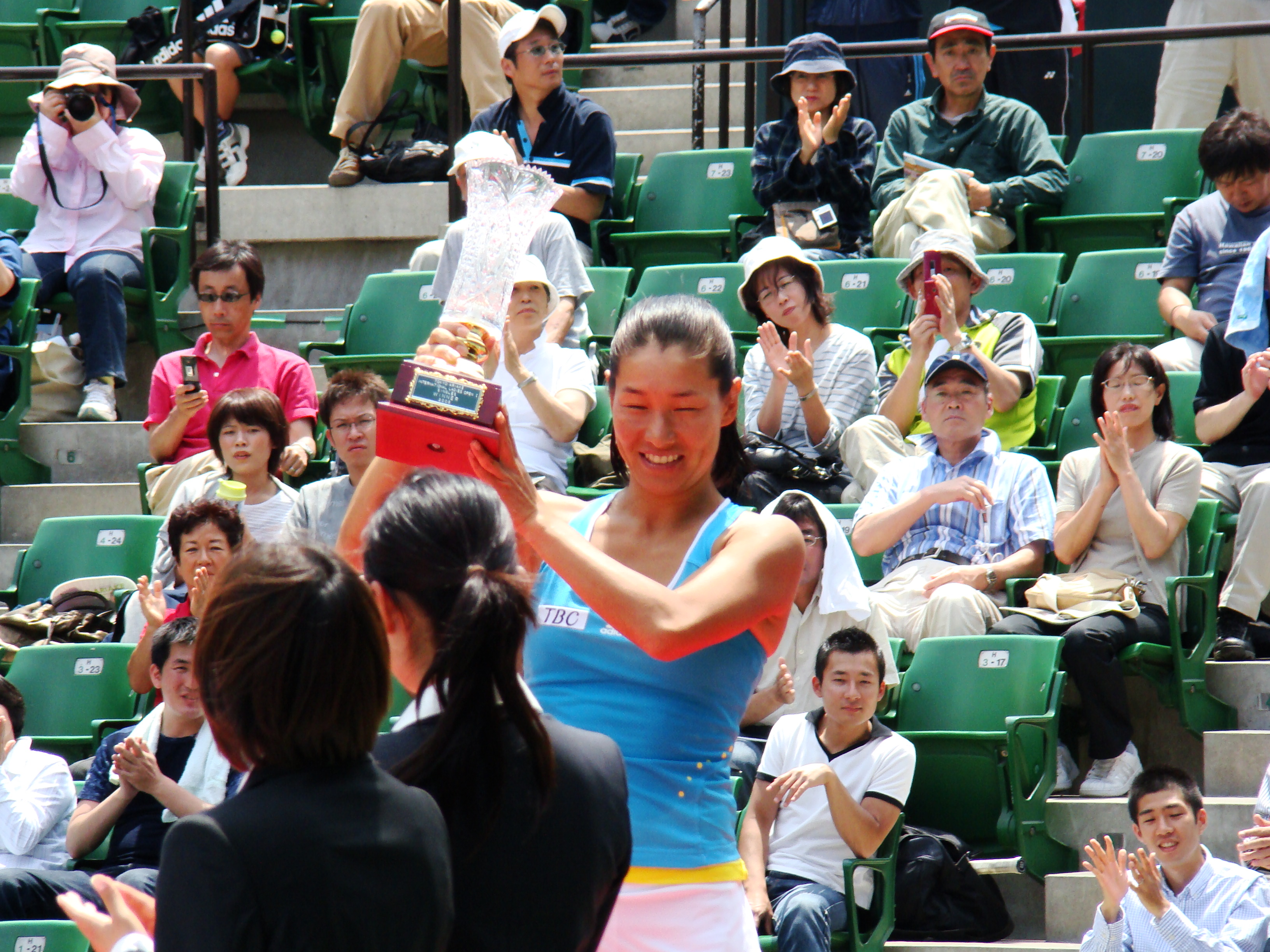
Кимико в 2008 году.

Сезон-1996, поначалу, шёл не столь результативно, но в ходе зимне-весенней хардовой серии Кимико, играя часто и весьма результативно, набрала упущенное: сначала выигран зальный турнир в Токио, а затем добыты финалы в Майами и на токийском открытом чемпионате Японии. Датэ не сбавляет результативность и на грунте: сначала Кимико выходит в четвертьфинал в Берлине, затем пробивается в финал в Страсбурге и, наконец, выходит в полуфинал на Roland Garros. Не безуспешно проходит и травяная серия: японка добывает два четвертьфинала — в Бирмингеме и на Уимблдоне. До конца сезона японка отмечается в четвёртом круге на US Open и выходит в четвертьфинал на итоговом турнире.
Уход
Японке не сразу удаётся набрать лучшую форму в новом сезоне: после полуфинала на стартовом турнире в Сиднее, Кимико выигрывает на двух следующих турнирах лишь один матч. Весной, на связке турниров первой категории в США, всё стало менятся к лучшему: Датэ доходит до полуфинала в Индиан-Уэллсе, отмечается в четвертьфинале в Майами и в четвёртый раз в карьере побеждает на токийском открытом чемпионате Японии (тут же взят первый в карьере парный титул).
Следующий — грунтово-травяной отрезок сезона — отмечен четвёртым кругом на Roland Garros и полуфиналом на Уимблдоне. Северо-американский хардовый сезон начинается для Кимико с Олимпийского турнира, где японка доходит до четвертьфинала. Затем Кимико отмечается в четвертьфинале в Манхэттен-Бич и в Сан-Диего, однако на US Open этот уровень результатов подтвердить не удалось — японка уступает уже на старте. До конца сезона Датэ отмечается в полуфинале в Токио и в четвертьфинале на Итоговом. После поражения в Нью-Йорке Кимико объявляет о завершении карьеры.
Возвращение
После 12 лет вне одиночного тенниса на профессиональном уровне Датэ, в апреле 2008 года, заявляется на 50-тысячник ITF в Гифу. Возвращение оказывается весьма удачным — Кимико выигрывает семь матчей подряд и из отбора пробивается в финал основы, где уступает тайке Тамарин Танасугарн. Стартовый успех принёс нужный оптимизм и Кимико продолжает выступления, набирая рейтинг на соревнованиях ITF. К сентябрю японке удаётся подняться в середину третьей сотни одиночного рейтинга и местная федерация даёт японке специальное приглашение в отборочный турнир токийского Toray Pan Pacific Open: японка выигрывает несколько матчей, обыграв в том числе и 48-ю ракетку мира Кейси Дельакву.
До конца сезона Кимико проводит ещё несколько удачных турниров ITF, благодаря чему отбирается в квалификацию Australian Open. Возвращение на турниры Большого шлема оказывается также вполне удачным — Датэ проходит квалификацию в Мельбурне, а в стартовом матче основы в равной борьбе уступает в трёх сетах 28-й ракетке мира Кайе Канепи. В дальнейшем Кимико вновь возвращается на соревнования ITF, где пытается добрать рейтинг. Благодаря нескольким полуфиналам и титулу в Монсоне Датэ поднимается к Roland Garros на 137-ю строчку рейтинга.
Летом Кимико пытается набрать очки за счёт выступлений в квалификациях и основах соревнований WTA: д о определённого момента это не удаётся, но в конце сентября Датэ удаётся проявить свой былой уровень: на соревновании в Сеуле она завоёвывает титул, обыграв по дороге трёх игроков Top30. Затем Кимико доходит до четвертьфинала на 100-тысячнике в Токио, потом выходит в полуфинал турнира WTA на Бали и, наконец, завершает год титулом на 75-тысячнике в Тоёте.
2010-12

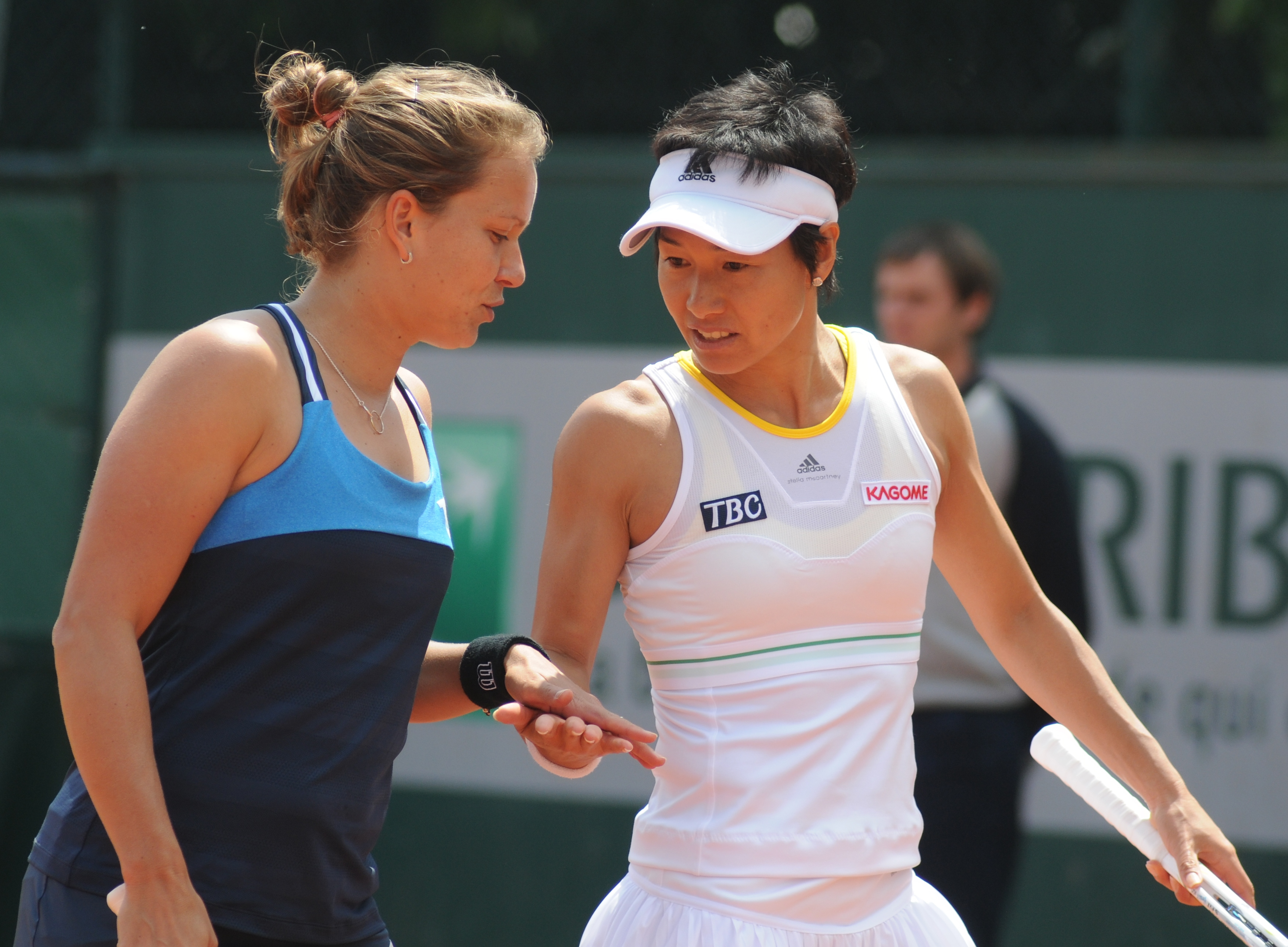
Датэ-Крумм (справа) и Барбора Заглавова-Стрыцова в 2013 году

Столь же результативно начинается и сезон-2010: японка сначала выходит в четвертьфинал в Окленде, а затем из квалификации пробивается во второй круг в Сиднее. В дальнейшем Кимико удерживает свой рейтинг за счёт 1-2 побед в рамках каждого соревнования WTA. В конце мая имя Датэ попадает в ленты новостей, когда она становится первой со времён Билли-Джин Кинг теннисисткой в столь неюном возрасте, сумевшей обыграть игрока Top10. Ближе к осени Датэ играет всё более результативно: на соревнованиях в Сеуле и Токио Кимико выходит в третий раунд, а чуть позже, на турнире в Осаке, доходит и вовсе до финала. Попутно в матчах с участием японки бьются ещё множество возрастных рекордов ассоциации. Сезон второй год подряд завершается полуфиналом соревнования WTA на Бали.
Первая половина 2011 года вновь оказывается не слишком удачной, но если год назад японка почти всегда уезжала с соревнования не раньше второго матча, то в этот раз большинство турниров заканчивалось уже в первом круге. ближе к марту результаты немного улучшились, а в начале июня на соревновании в Хертогенбосе Кимико и вовсе дошла до четвертьфинала, обыграв по дороге тогдашнюю 27-ю ракетку мира Марию Кириленко. Постепенно падая в рейтинге Кимико вынуждена к концу осени вернуться на соревнования ITF и тут происходит резкий всплеск результатов: три подряд финала на соревнованиях в Пуатье, Тайбэе и Тоёте позволяют Датэ закрепиться в Top100. Через год японка пытается вернуть нормальные результаты и на соревнованиях WTA, но эти попытки выливаются сначала в серию из четырёх поражений подряд, а затем в серию из одиннадцати проигранных матчей. Возвращение на более слабые по статусу турниры постепенно вновь выправляет результаты и к концу года Кимико вновь возвращается в Top100.
В 2011 году Датэ вполне удачно играет и парные соревнования, часто сотрудничая с китаянкой Чжан Шуай. Азиатский дуэт проводит целую серию удачных турниров, пики которых пришлись на начало июня, когда был взят 75-тысячник в британском Ноттингеме; и на конец октября, когда был взят турнир WTA в Осаке (в финале переигран один из сильнейших дуэтов того времени — пара Ярослава Шведова / Ваня Кинг). Через год пара играется не менее активно, но партнёршами опытной японки становятся сразу несколько теннисисток: Кимико доходит сразу до трёх финалов WTA, в одном из которых побеждает.
Кимико в сборной и на национальных турнирах
В оба периода своей профессиональной карьеры Датэ отмечалась в играх за национальную команду в Кубке Федерации. В лучшем в истории Японии выступлении в этом турнире (полуфинал розыгрыша-1996) есть и заслуга Кимико (в четвертьфинале против немок на её счету обе одиночные победы сборной). В 2010-м году при участии Датэ японки выиграли турнир в региональной зоне и вышли в плей-офф II Мировой группы, а год спустя завоевали право выступать в высшем эшелоне турнира.
Кимико также неоднократно участвовала в другом официальном соревновании ITF для национальных сборных — Кубке Хопмана.
Не обошлась национальная федерация без Датэ и в другом крупном командном турнире — в теннисном соревновании Азиатских игр. В 1994 году, на домашнем турнире в Хиросиме, она выиграла одиночный турнир, а 16 лет спустя — в Гуанчжоу — добавила к этому ещё две бронзовые медали.

## Рейтинг на конец года
| Год  | Одиночный рейтинг | Парный рейтинг |
| 2016 | 804               |                |
| 2015 | 141               | 95             |
| 2014 | 116               | 34             |
| 2013 | 54                | 40             |
| 2012 | 146               | 86             |
| 2011 | 100               | 55             |
| 2010 | 46                | 131            |
| 2009 | 82                | 126            |
| 2008 | 198               | 221            |
| 1996 | 8                 |                |
| 1995 | 4                 |                |
| 1994 | 9                 |                |
| 1993 | 13                | 116            |
| 1992 | 21                | 51             |
| 1991 | 32                | 73             |
| 1990 | 79                | 252            |
| 1989 | 119               | 243            |
| 1988 | 322               | 260            |

## Выступления на турнирах

### Финалы турнировWTAв одиночном разряде (16)

#### Победы (8)
| Легенда: До 2009 года       | Легенда: С 2009 года  |
| --------------------------- | --------------------- |
| Турниры Большого Шлема (0)  |                       |
| Олимпиада (0)               |                       |
| Итоговый чемпионат года (0) |                       |
| 1-я категория (1)           | Premier Mandatory (0) |
| 2-я категория (2)           | Premier 5 (0)         |
| 3-я категория (3+1)         | Premier (0)           |
| 4-я категория (1)           | International (1+5)   |
| 5-я категория (0)           | Challenger (0)        |

| Титулы по покрытиям | Титулы по месту проведения матчей турнира |
| ------------------- | ----------------------------------------- |
| Хард (7+5)          | Зал (1+1)                                 |
| Грунт (0+1)         | Зал (1+1)                                 |
| Трава (0)           | Открытый воздух (7+5)                     |
| Ковёр (1)           | Открытый воздух (7+5)                     |

| №  | Дата             | Турнир                        | Покрытие | Соперница в финале      | Счёт        |
| 1. | 6 апреля 1992    | Открытый чемпионат Японии     | Хард     | Сабин Аппельманс        | 7-5 3-6 6-3 |
| 2. | 5 апреля 1993    | Открытый чемпионат Японии (2) | Хард     | Стефани Роттир          | 6-1 6-3     |
| 3. | 10 января 1994   | Сидней, Австралия             | Хард     | Мэри-Джо Фернандес      | 6-4 6-2     |
| 4. | 4 апреля 1994    | Открытый чемпионат Японии (3) | Хард     | Эми Фразье              | 7-5 6-0     |
| 5. | 30 января 1995   | Toray Pan Pacific Open        | Ковёр(i) | Линдсей Дэвенпорт       | 6-1 6-2     |
| 6. | 15 апреля 1996   | Открытый чемпионат Японии (4) | Хард     | Эми Фразье              | 6-4 7-5     |
| 7. | 19 августа 1996  | Сан-Диего, США                | Хард     | Аранча Санчес-Викарио   | 3-6 6-3 6-0 |
| 8. | 27 сентября 2009 | Сеул, Южная Корея             | Хард     | Анабель Медина Гарригес | 6-3 6-3     |

#### Поражения (8)
| №  | Дата             | Турнир                               | Покрытие | Соперница в финале | Счёт           |
| 1. | 12 августа 1991  | Манхэттен-Бич, США                   | Хард     | Моника Селеш       | 3-6 1-6        |
| 2. | 8 февраля 1993   | Осака, Япония                        | Ковёр(i) | Яна Новотна        | 3-6 2-6        |
| 3. | 20 сентября 1993 | Nichirei International Championships | Хард     | Аманда Кётцер      | 3-6 2-6        |
| 4. | 25 марта 1995    | Майами, США                          | Хард     | Штеффи Граф        | 1-6 4-6        |
| 5. | 10 апреля 1995   | Открытый чемпионат Японии            | Хард     | Эми Фразье         | 6-7(5) 5-7     |
| 6. | 22 мая 1995      | Страсбург, Франция                   | Грунт    | Линдсей Дэвенпорт  | 6-3 1-6 2-6    |
| 7. | 17 октября 2010  | HP Open                              | Хард     | Тамарин Танасугарн | 5-7 7-6(4) 1-6 |
| 8. | 11 ноября 2012   | Пуна, Индия                          | Хард     | Элина Свитолина    | 2-6 3-6        |

### Финалы турнировITFв одиночном разряде (19)

#### Победы (14)
| Легенда:         |
| ---------------- |
| 100.000 USD (1)  |
| 75.000 USD (3+1) |
| 50.000 USD (2+2) |
| 25.000 USD (2)   |
| 10.000 USD (6+4) |

| Титулы по покрытиям | Титулы по месту проведения матчей турнира |
| ------------------- | ----------------------------------------- |
| Хард (8+3)          | Зал (2)                                   |
| Грунт (3+2)         | Зал (2)                                   |
| Трава (0+1)         | Открытый воздух (12+7)                    |
| Ковёр (3+1)         | Открытый воздух (12+7)                    |

| №   | Дата            | Турнир                        | Покрытие | Соперница в финале   | Счёт        |
| 1.  | 7 ноября 1988   | Мацуяма, Япония               | Хард     | Мая Кидоваки         | 6-3 6-4     |
| 2.  | 14 ноября 1988  | Киото, Япония                 | Хард     | Мая Кидоваки         | 7-5 4-6 6-4 |
| 3.  | 24 апреля 1989  | Саттон, Великобритания        | Грунт    | Саманта Смит         | 6-2 6-1     |
| 4.  | 8 мая 1989      | Ли-на-Соленте, Великобритания | Грунт    | Андреа Носай         | 6-4 6-0     |
| 5.  | 15 мая 1989     | Лондон, Великобритания        | Грунт    | Каролина Вис         | 6-3 6-0     |
| 6.  | 9 июня 2008     | Токио, Япония                 | Хард     | Сихо Акита           | 6-3 6-2     |
| 7.  | 14 июля 2008    | Миядзаки, Япония              | Ковёр    | Чхэ Кюн Йе           | 6-3 6-2     |
| 8.  | 28 июля 2008    | Обихиро, Япония               | Ковёр    | Сучанун Виратпрасерт | 6-3 7-6(5)  |
| 9.  | 6 апреля 2009   | Монсон, Испания               | Хард     | Александра Дулгеру   | 7-5 6-2     |
| 10. | 23 ноября 2009  | Тоёта, Япония                 | Ковёр(i) | Бояна Йовановски     | 7-5 6-2     |
| 11. | 24 октября 2011 | Пуатье, Франция               | Хард(i)  | Елена Балтача        | 7-6(3) 6-4  |
| 12. | 8 января 2012   | Цюаньчжоу, Китай              | Хард     | Тимея Бабош          | 6-3 6-3     |
| 13. | 6 мая 2012      | Гифу, Япония                  | Хард     | Ноппаван Летчивакан  | 6-1 5-7 6-3 |
| 14. | 1 декабря 2012  | Дубай, ОАЭ                    | Хард     | Юлия Путинцева       | 6-1 3-6 6-4 |

#### Поражения (5)
| №  | Дата            | Турнир          | Покрытие | Соперница в финале | Счёт        |
| 1. | 28 апреля 2008  | Гифу, Япония    | Ковёр    | Тамарин Танасугарн | 6-4 5-7 2-6 |
| 2. | 31 октября 2011 | Тайбэй, Тайвань | Хард(i)  | Аюми Морита        | 2-6 2-6     |
| 3. | 27 ноября 2011  | Тоёта, Япония   | Ковёр(i) | Тамарин Танасугарн | 2-6 5-7     |
| 4. | 25 ноября 2012  | Тоёта, Япония   | Ковёр(i) | Штефани Фёгеле     | 6-7(3) 4-6  |
| 5. | 16 ноября 2014  | Дубай, ОАЭ      | Хард     | Александра Дулгеру | 3-6 4-6     |

### Финалы турнировWTAв парном разряде (10)

#### Победы (6)
| №  | Дата            | Турнир                    | Покрытие | Партнёрша       | Соперницы в финале                    | Счёт              |
| 1. | 21 апреля 1996  | Открытый чемпионат Японии | Хард     | Ай Сугияма      | Эми Фразье Кимберли По                | 7-6(6) 6-7(6) 6-3 |
| 2. | 16 октября 2011 | HP Open                   | Хард     | Чжан Шуай       | Ваня Кинг Ярослава Шведова            | 7-5 3-6 [11-9]    |
| 3. | 15 апреля 2012  | Копенгаген, Дания         | Хард(i)  | Рика Фудзивара  | София Арвидссон Кайя Канепи           | 6-2 4-6 [10-5]    |
| 4. | 3 февраля 2013  | Паттайя, Таиланд          | Хард     | Кейси Деллакква | Акгуль Аманмурадова Александра Панова | 6-3 6-2           |
| 5. | 7 апреля 2013   | Монтеррей, Мексика        | Хард     | Тимея Бабош     | Ева Бирнерова Тамарин Танасугарн      | 6-1 6-4           |
| 6. | 25 мая 2013     | Страсбург, Франция        | Грунт    | Шанель Схеперс  | Кара Блэк Марина Эракович             | 6-4 3-6 [14-12]   |

#### Поражения (4)
| №  | Дата             | Турнир                    | Покрытие | Партнёрша     | Соперницы в финале              | Счёт           |
| 1. | 6 апреля 1992    | Открытый чемпионат Японии | Хард     | Стефани Рехе  | Эми Фразье Рика Хираки          | 7-5 6-7(5) 0-6 |
| 2. | 14 сентября 2009 | Гуанчжоу, Китай           | Хард     | Сунь Тяньтянь | Ольга Говорцова Татьяна Пучек   | 6-3 2-6 [8-10] |
| 3. | 26 февраля 2012  | Монтеррей, Мексика        | Хард     | Чжан Шуай     | Сара Эррани Роберта Винчи       | 2-6 6-7(6)     |
| 4. | 14 октября 2012  | HP Open                   | Хард     | Хезер Уотсон  | Ракель Копс-Джонс Абигейл Спирс | 1-6 4-6        |

### Финалы турнировITFв парном разряде (14)

#### Победы (7)
| №  | Дата            | Турнир                    | Покрытие | Партнёрша      | Соперницы в финале              | Счёт              |
| 1. | 24 октября 1988 | Ибараки, Япония           | Хард     | Юко Хосоки     | Мая Кидоваки Паулетта Морено    | 6-4 4-6 9-7       |
| 2. | 7 ноября 1988   | Мацуяма, Япония           | Хард     | Юко Хосоки     | Ясуё Кадзита Мая Кидоваки       | 7-5 3-6 7-5       |
| 3. | 24 апреля 1989  | Саттон, Великобритания    | Грунт    | Сихо Окада     | Аурелия Георге Каролина Вис     | 6-3 6-2           |
| 4. | 15 мая 1989     | Лондон, Великобритания    | Грунт    | Сихо Окада     | Белинда Борнео Эми ван Бюрен    | 7-6(2) 6-3        |
| 5. | 4 мая 2008      | Гифу, Япония              | Ковёр    | Куруми Нара    | Мелани Саут Николь Тейссен      | 6-1 6-7(8) [10-7] |
| 6. | 27 октября 2008 | Токио, Япония             | Хард     | Рика Фудзивара | Чжань Цзиньвэй Чэнь И           | 7-5 6-3           |
| 7. | 30 мая 2011     | Ноттингем, Великобритания | Трава    | Чжан Шуай      | Ракель Копс-Джонс Абигейл Спирс | 6-4 7-6(7)        |

#### Поражения (7)
| №  | Дата            | Турнир              | Покрытие | Партнёрша      | Соперницы в финале            | Счёт           |
| 1. | 31 октября 1988 | Сага, Япония        | Трава    | Юко Хосоки     | Мая Кидоваки Наоко Сато       | 4-6 5-7        |
| 2. | 14 ноября 1988  | Киото, Япония       | Хард     | Юко Хосоки     | Кадзуко Ито Ясуё Кадзита      | 4-6 5-7        |
| 3. | 14 июля 2008    | Миядзаки, Япония    | Ковёр    | Томоко Ёнэмура | Мисаки Дои Куруми Нара        | 6-4 3-6 [7-10] |
| 4. | 24 ноября 2008  | Тоёта, Япония       | Ковёр(i) | Хань Синьюнь   | Эмма Лайне Мелани Саут        | 1-6 5-7        |
| 5. | 11 мая 2009     | Сен-Годенс, Франция | Грунт    | Сунь Тяньтянь  | Рика Фудзивара Шанель Схеперс | 5-7 4-6        |
| 6. | 5 октября 2009  | Токио, Япония       | Хард     | Рика Фудзивара | Чжань Юнжань Аюми Морита      | 2-6 4-6        |
| 7. | 7 января 2012   | Цюаньчжоу, Китай    | Хард     | Чжан Шуай      | Чжань Хаоцин Рика Фудзивара   | 6-4 4-6 [7-10] |

## История выступлений на турнирах
| Турнир                 | 1989          | 1990          | 1991          | 1992  | 1993          | 1994          | 1995          | 1996  | 2009          | 2010          | 2011          | 2012  | 2013          | 2014          | 2015          | 2016  | Итог   | В/П за карьеру |
| ---------------------- | ------------- | ------------- | ------------- | ----- | ------------- | ------------- | ------------- | ----- | ------------- | ------------- | ------------- | ----- | ------------- | ------------- | ------------- | ----- | ------ | -------------- |
| Турниры Большого Шлема |               |               |               |       |               |               |               |       |               |               |               |       |               |               |               |       |        |                |
| Australian Open        | -             | 4Р            | 2Р            | 2Р    | 2Р            | 1/2           | 3Р            | 2Р    | 1Р            | 1Р            | 1Р            | 1Р    | 3Р            | 1Р            | 1Р            | К     | 0 / 15 | 19-15          |
| Roland Garros          | 2Р            | -             | К             | 4Р    | 2Р            | 1Р            | 1/2           | 4Р    | К             | 2Р            | 1Р            | 1Р    | 1Р            | 1Р            | К             | -     | 0 / 14 | 17-15          |
| Уимблдон               | 1Р            | 2Р            | 1Р            | 2Р    | -             | 3Р            | 1/4           | 1/2   | 1Р            | 1Р            | 2Р            | 1Р    | 3Р            | 1Р            | К             | -     | 0 / 14 | 21-15          |
| US Open                | 1Р            | 2Р            | 2Р            | 2Р    | 1/4           | 1/4           | 4Р            | 1Р    | К             | 1Р            | 1Р            | 1Р    | 1Р            | 1Р            | K             | -     | 0 / 15 | 15-15          |
| Итог                   | 0 / 3         | 0 / 3         | 0 / 4         | 0 / 4 | 0 / 3         | 0 / 4         | 0 / 4         | 0 / 4 | 0 / 4         | 0 / 4         | 0 / 4         | 0 / 4 | 0 / 4         | 0 / 4         | 0 / 4         | 0 / 1 | 0 / 58 |                |
| В/П в сезоне           | 6-4           | 5-3           | 5-5           | 6-4   | 6-3           | 11-4          | 14-4          | 9-4   | 4-4           | 1-4           | 1-4           | 0-4   | 4-4           | 0-4           | 0-4           | 0-1   |        | 72-60          |
| Олимпийские игры       |               |               |               |       |               |               |               |       |               |               |               |       |               |               |               |       |        |                |
| Летняя олимпиада       | Не проводился | Не проводился | Не проводился | 2Р    | Не проводился | Не проводился | Не проводился | 1/4   | Не проводился | Не проводился | Не проводился | -     | Не проводился | Не проводился | Не проводился | -     | 0 / 2  | 4-2            |
| Итоговый чемпионат WTA |               |               |               |       |               |               |               |       |               |               |               |       |               |               |               |       |        |                |
| Итоговый чемпионат WTA | -             | -             | -             | -     | -             | 1/2           | 1/4           | 1/4   | -             | -             | -             | -     | -             | -             | -             | -     | 0 / 3  | 4-3            |

К — проигрыш в квалификационном турнире.
| Турнир                 | 1990  | 1991  | 1992  | 1993          | 2010          | 2011          | 2012  | 2013          | 2014          | 2015          | Итог   | В/П за карьеру |
| ---------------------- | ----- | ----- | ----- | ------------- | ------------- | ------------- | ----- | ------------- | ------------- | ------------- | ------ | -------------- |
| Турниры Большого Шлема |       |       |       |               |               |               |       |               |               |               |        |                |
| Australian Open        | 1Р    | -     | 1/4   | 3Р            | 1Р            | 2Р            | 1Р    | 3Р            | 1Р            | 2Р            | 0 / 9  | 8-9            |
| Roland Garros          | -     | -     | 1Р    | 2Р            | -             | 2Р            | 1Р    | 2Р            | 2Р            | 2Р            | 0 / 7  | 5-7            |
| Уимблдон               | -     | 2Р    | 1Р    | -             | 1Р            | 3Р            | 1Р    | 1Р            | 2Р            | 2Р            | 0 / 8  | 5-8            |
| US Open                | -     | 1Р    | 1Р    | 2Р            | 2Р            | -             | 1Р    | 1Р            | 1/2           | 1Р            | 0 / 8  | 6-8            |
| Итог                   | 0 / 1 | 0 / 2 | 0 / 4 | 0 / 3         | 0 / 3         | 0 / 3         | 0 / 4 | 0 / 4         | 0 / 4         | 0 / 4         | 0 / 32 |                |
| В/П в сезоне           | 0-1   | 1-2   | 3-4   | 3-3           | 1-3           | 4-3           | 0-4   | 3-4           | 6-4           | 3-4           |        | 24-32          |
| Олимпийские игры       |       |       |       |               |               |               |       |               |               |               |        |                |
| Летняя олимпиада       | НП    | НП    | 2Р    | Не проводился | Не проводился | Не проводился | -     | Не проводился | Не проводился | Не проводился | 0 / 1  | 1-1            |

## Факты
- Самая возрастная спортсменка в истории профессионального женского тура, которая когда-либо обыгрывала действующую теннисистку Top10 одиночного рейтинга. На Roland Garros-2010 в возрасте 39 лет 7 месяцев и 26 дней обыграла девятую ракетку мира Динару Сафину. Через несколько месяцев, на турнире в Осаке, побила это достижение, обыграв в четвертьфинале восьмую ракетку мира, Саманту Стосур. В тот момент японке было 40 лет и 17 дней[8].
- Вторая по возрасту теннисистка в истории профессионального тура, которой удавалось побеждать на одиночных соревнованиях WTA. Осенью 2009 года, когда Датэ-Крумм выиграла турнир в Сеуле, ей было 38 лет 11 месяцев и 30 дней. Рекордсменкой в этой номинации является американка Билли Джин Кинг, победившая летом 1983 года на турнире в Бирмингеме в возрасте 39 лет 7 месяцев и 23 дней.
- Самая возрастная теннисистка, когда-либо оказывавшаяся в Top50 одиночного рейтинга WTA (11 июля 2011 года в возрасте 40 лет 10 месяцев и 13 дней замыкала этот список).
- В 2004 году Датэ-Крумм приняла участие в Лондонском марафоне, пробежав дистанцию за 3 часа 30 минут.